# Constantin Hansen
Carl Christian Constantin Hansen (Constantin Hansen) (3 de novembro de 1804 - 29 de março de 1880) foi um dos pintores associados com a Idade de Ouro da pintura dinamarquesa.

## Nascimento
Ele nasceu em Roma, filho do pintor de retratos Hans Hansen. A família logo se mudou para Viena, onde a viúva de Wolfgang Amadeus Mozart tornou-se madrinha em seu batismo. A família se mudou para Copenhague no seu primeiro ano, onde ele foi criado.

## Educação
Entrou na escola de arquitetura da Academia Real de Arte Dinamarquesa (Det Kongelige Danske Kunstakademi) aos 12 anos de idade, mas muda seu curso de estudo para pintura aos 21 anos. Começou sua instrução sob os cuidados de Christoffer Wilhelm Eckersberg em 1828. Por volta dessa época, perdeu os pais para o tifo, e se tornou o único amparo para suas irmãs mais novas. Hansen assumiu várias encomendas que pertenciam a seu pai, incluindo alguns exemplares para a coleção de retratos do Palácio de Frederiksborg e pinturas decorativas para o Palácio de Christiansborg.

## Estudo no exterior

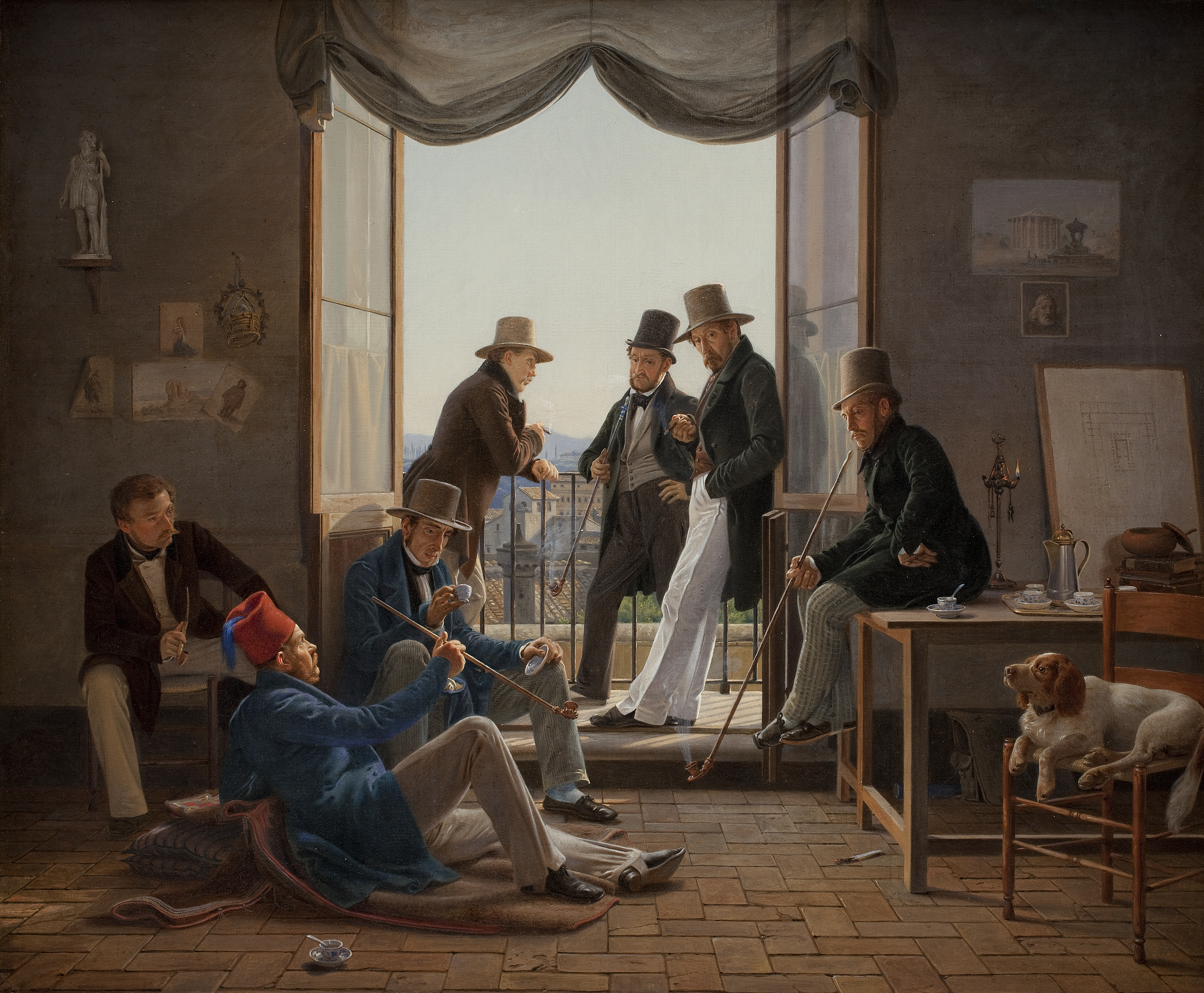
Uma comitiva de artistas dinamarqueses em Roma, 1837

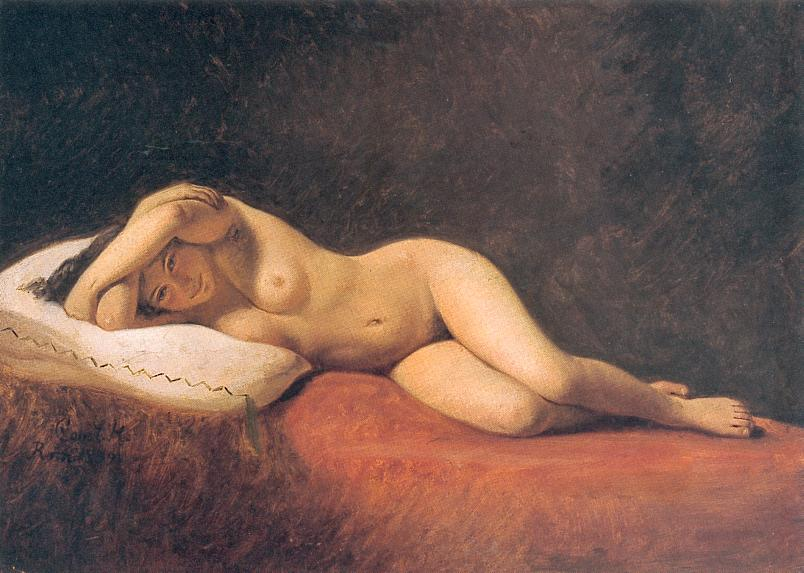
Hvilende Model, 1839

Em 1835 ele recebeu uma bolsa de dois anos para viajar ao exterior, que foi seguido por uma bolsa de um ano adicional.  Suas viagens o levaram através de Berlin, Dresden, Praga, Nuremberg e Munique em seu caminho para Itália, onde ele viajou e ficou longos períodos em Roma, Nápoles e Pompeia.  Na Itália ele conheceu seu colega dinamarquês, o escultor Bertel Thorvaldsen. Viajou com outros artistas dinamarqueses, incluindo Jørgen Roed, Christen Købke e o pintor decorador Georg Christian Hilker.
A Associação de Arte de Copenhague  (Kunstforening) encomendou uma pintura de Hansen em 1837.  Ele forneceu-lhes "Uma comitiva de artistas dinamarqueses em Roma" (Et Selskab af danske Kunstnere i Rom).  Além disso, ele pintou cenas folclóricas italianas, e estudos de antiguidades romanas e arquitetura que refletem o espírito de Eckersberg.
Depois de oito anos na Itália, Hansen voltou para a Dinamarca, ficando brevemente em Munique, onde estudou a técnica de pintura afresco, em antecipação a uma encomenda, juntamente com Georg Hilker, para decorar a antecâmara da Universidade de Copenhague.  Este trabalho continuou de 1844-1853.  Hansen pintou as figuras mitológicas, enquanto Hilker pintou as decorações e quadros.

## Casamento
Casou-se com Magdalene Barbara Købke em 1846, e tiveram treze filhos. No entanto, quatro crianças morreram dentro de um ano depois de nascerem e um de seus filhos, Hans Christian, morreu aos 19 anos em um naufrágio. Em 1854 foi nomeado professor da Academia, mas se tornou membro da Academia em 1864. Uma de suas filhas, Elise Konstantin-Hansen, tornou-se uma pintora reconhecida, e outra, Kristiane Konstantin-Hansen, tornou-se uma tecelã de tapeçaria.